# Hu Yitian
Hu Yitian (chinês: 胡一天, pinyin: Hú Yì Tiān; nascido em 26 de dezembro de 1993) é um ator chines. Ele é conhecido por seu papel na websérie A Love So Beautiful

## Filmografia

### Television series
| Year | English title           | Chinese title      | Role       | Network       | Notes              |
| ---- | ----------------------- | ------------------ | ---------- | ------------- | ------------------ |
| 2017 | Rush to the Dead Summer | 夏至未至           | Ou Jun     | Hunan TV      |                    |
| 2017 | A Love So Beautiful     | 致我们单纯的小美好 | Jiang Chen | Tencent Video |                    |
| TBA  | Handsome Siblings       | 绝代双骄           | Hua Wuque  |               | [ 2 ]              |
| TBA  | Go Go Squid!            | 蜜汁燉魷魚         | Wu Bai     |               | Special appearance |
| TBA  | Youth Should Be Early   | 青春须早为         | Zheng Gan  |               | [ 4 ]              |

### Variety show
| Year | English title     | Chinese title    | Role        | Network     | Notes |
| ---- | ----------------- | ---------------- | ----------- | ----------- | ----- |
| 2018 | Twenty-Four Hours | 二十四小时第三季 | Cast member | Zhejiang TV | [ 5 ] |